# سیمسالا گریم
سیمسالا گریم (به آلمانی: Simsala Grimm) یک پویانمایی و مجموعهٔ تلویزیونی کودکانهٔ آلمانی شامل داستان‌های افسانه‌ای از برادران گریم، هانس کریستیان آندرسن و دیگر نویسندگان نامدار است. این مجموعه توسط آندره سیکویف، استفان بیتن، کلاوس کلاوزن ساخته شده است و تولید مشترک گرین لایت مدیا، رادیو آلمان شمالی، هان فیلم ای‌جی، میلی‌ایمیج و ماگما فیلم ال‌تی‌دی است.